# Picea critchfieldii
Picea critchfieldii — це вимерлий вид ялини, який раніше був поширений на ландшафті Північної Америки, а саме на південному сході США. Це дерево вимерло під час пізнього четвертинного періоду історії Землі. Наразі це єдине задокументоване вимирання рослин із цієї геологічної ери. Гіпотези щодо того, що конкретно спричинило вимирання, залишаються невирішеними, але швидкі та широкомасштабні кліматичні зміни збіглися із занепадом Picea critchfieldii та остаточним зникненням.

## Опис
Щоб описати Picea critchfieldii як новий і окремий вид, було ретельно проаналізовано зразки скам’янілих ялинових голок і шишок.

### Голки
Хвоя Picea critchfieldii була 7–9 мм в довжину і 0.6–1.0 мм в діаметрі. Поперечний переріз був чотирикутним, вершина гостра та було 2 смоляні канали.

### Шишки
Picea critchfieldii мала циліндричні яйцеподібні шишки з «вузькими віялоподібними лусочками із закругленими краями», які були дещо неправильними. Розміри шишок загалом були приблизно 60–100 мм в довжину і 14–20 мм в діаметрі. Розміри округлих віялоподібних шишкоподібних лусочок коливалися в межах 18–21 мм в довжину і 11–13.5 мм в ширину.

### Насіння
Picea critchfieldii мала яйцювате крилате насіння. Насіння було 3.5–4.5 мм в довжину і 2.6–2.8 мм в ширину з розмахом крил приблизно 8–11 мм в довжину.